# Korduševci
Korduševci falu Horvátországban, Bród-Szávamente megyében. Közigazgatásilag Bukolyához tartozik.

## Fekvése
Bród központjától légvonalban 10, közúton 15 km-re északkeletre, községközpontjáról légvonalban 4, közúton 9 km-re északra, Szlavónia középső részén, a Dilj-hegység déli lejtőin fekszik.

## Története
A település első írásos említése 1474-ben „Kordsewcz” alakban történt. Neve valószínűleg a magyar Kardos személynévből származik. A középkorban a több falut magában foglaló, Valkó megyéhez tartozó Verhovinai birtok része volt. Úgy tűnik, hogy a török megszállás során eredeti lakossága elmenekült és helyükre pravoszláv vlachok települtek be, akik a török haderő segédcsapatait képezték. Ezek egy része a török kivonulással elhagyta a települést. Néhány év múlva Boszniából menekült katolikus horvátok települtek ide.
1698-ban „Kordusevczy” néven Jessevics hajdútelepülés keleti szomszédjaként szerepel a török uralom alól felszabadított szlavóniai települések összeírásában. 1730-ban az egyházi vizitáció jegyzőkönyve szerint 8 háza és Szent Józsefnek szentelt kápolnája volt. 1746-ban 9, 1758-ban 13 katolikus háza és 16 családja volt. 1760-ban az egyházi vizitáció 30 házat számlált itt. Közülük 11 ház katolikusé, 19 ház pedig pravoszlávoké volt. A katonai határőrvidékek megszervezése után a bródi határőrezredhez tartozott.
Az első katonai felmérés térképén „Kordussevcze” néven található. Lipszky János 1808-ban Budán kiadott repertóriumában „Kordussevcze” néven szerepel. Nagy Lajos 1829-ben kiadott művében „Kordussevcze” néven 44 házzal, 78 katolikus és 149 ortodox vallású lakossal találjuk. A katonai közigazgatás megszüntetése után 1871-ben Pozsega vármegyéhez csatolták.
A településnek 1857-ben 136, 1910-ben 244 lakosa volt. Pozsega vármegye Bródi járásának része volt. Az 1910-es népszámlálás adatai szerint lakosságának 60%-a szerb, 39%-a horvát anyanyelvű volt. Az első világháború után 1918-ban az új szerb-horvát-szlovén állam, majd később (1929-ben) Jugoszlávia része lett. 1991-től a független Horvátországhoz tartozik. 1991-ben lakosságának 47%-a horvát, 42%-a szerb nemzetiségű volt. 2011-ben a településnek 161 lakosa volt.

## Lakossága
| Lakosság változása | Lakosság változása | Lakosság változása | Lakosság változása | Lakosság változása | Lakosság változása | Lakosság változása | Lakosság változása | Lakosság változása | Lakosság változása | Lakosság változása | Lakosság változása | Lakosság változása | Lakosság változása | Lakosság változása | Lakosság változása |
| ------------------ | ------------------ | ------------------ | ------------------ | ------------------ | ------------------ | ------------------ | ------------------ | ------------------ | ------------------ | ------------------ | ------------------ | ------------------ | ------------------ | ------------------ | ------------------ |
| 1857               | 1869               | 1880               | 1890               | 1900               | 1910               | 1921               | 1931               | 1948               | 1953               | 1961               | 1971               | 1981               | 1991               | 2001               | 2011               |
| 136                | 142                | 137                | 187                | 221                | 244                | 267                | 315                | 157                | 313                | 272                | 226                | 200                | 174                | 160                | 161                |

## Nevezetességei
1927. októberében a falu területén 661 darab, 17.-18. századi ezüstdénárt találtak.

## Kultúra
MPS „Korduševljani” néven férfi énekkar működik itt.

## Oktatás
A településen a bródi „Bogoslav Šulek” alapiskola négy osztályos területi iskolája működik.